# Eberswalde Hauptbahnhof
Eberswalde Hauptbahnhof ist der historisch wichtigste und der einzige verbliebene Bahnhof im Stadtgebiet von Eberswalde. Er wurde im Sommer 1842 weit außerhalb des damaligen Stadtgebietes eröffnet. Die Stadtväter von Eberswalde wünschten die moderne Eisenbahn nicht in ihrer Stadt, weshalb der Bahnhof knapp zwei Kilometer westlich des Stadtzentrums in einem Waldgebiet errichtet wurde, in dem heute der Stadtteil Westend liegt.

## Geschichte

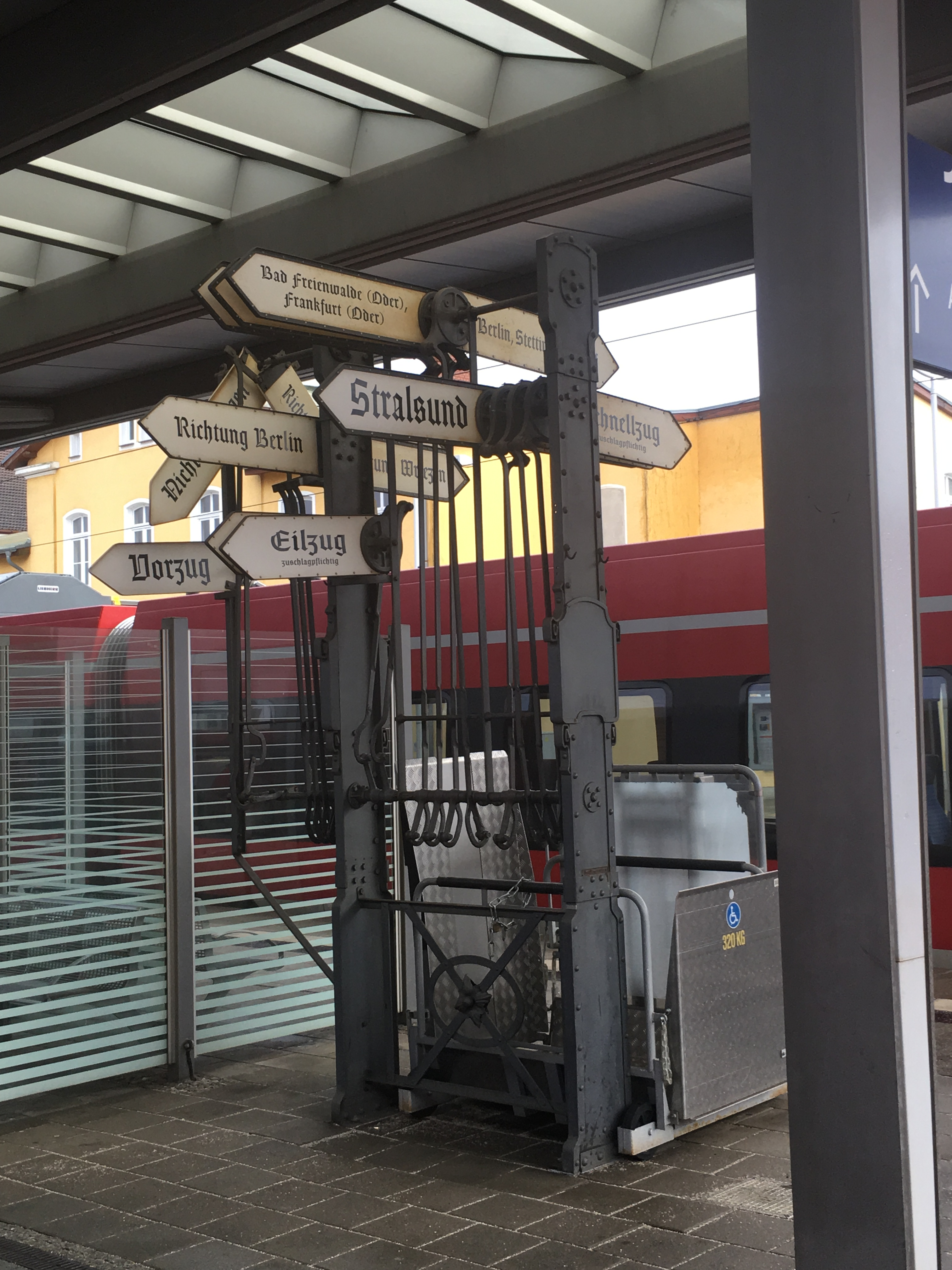
Historischer Fahrtzielanzeiger am Bahnsteig

Eberswalde war eine der ersten Städte Deutschlands, die eine Eisenbahn erhielt. Sieben Jahre nach der ersten deutschen Eisenbahnlinie Nürnberg–Fürth wurde die Stadt an das damals noch ungewöhnliche und sehr moderne Eisenbahnnetz angeschlossen. Schon bald wurde klar, dass der Ausbau der Eisenbahnstraße zur Versorgung der Stadt wichtig wurde. In der Folgezeit wuchs die Stadt vor allem Richtung Westen, also zum Bahnhof, dessen Gebäude von Friedrich Neuhaus gestaltet wurden. Bereits 1867 wurde eine Holzbrücke über die Gleise errichtet.

Die erste Bahnhofsbrücke um 1870 war aus Holz
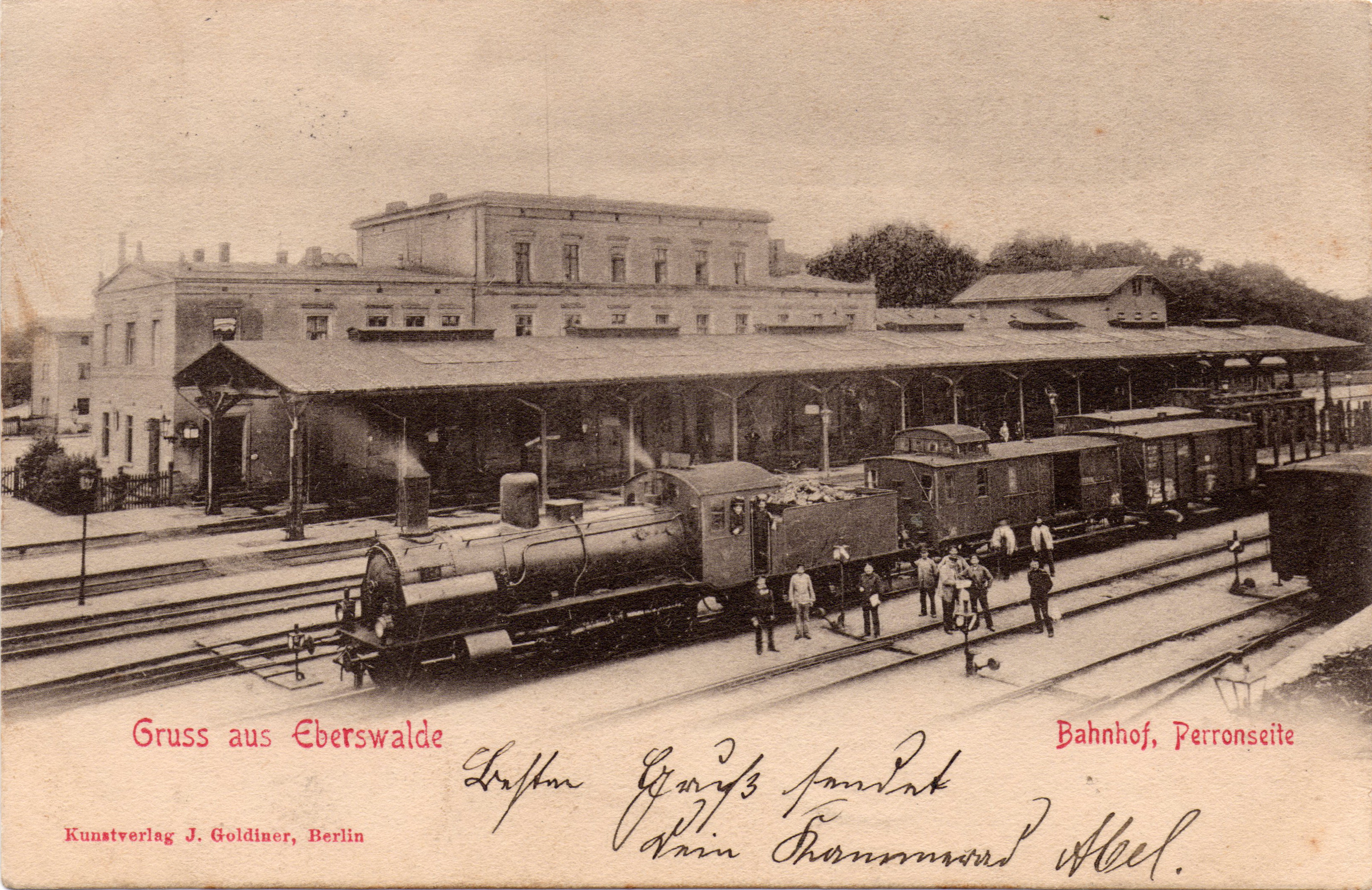
Der Bahnhof um 1905
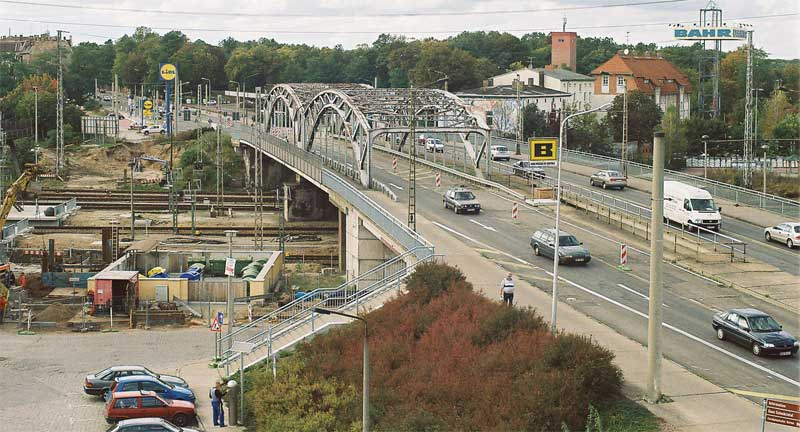
Fachwerkbrücke einen Tag vor dem Abriss 2004

Am 1. Mai 1844 waren auf dem Eberswalder Bahnhof folgende Hochbauten und Anlagen vorhanden:
- Empfangsgebäude einschließlich vier Dienstwohnungen
- ein zweiständiger Lokomotivschuppen
- Wasserstationsgebäude mit Koksgelass (Kohlebansen)
- Wagen- und Güterschuppen in Fachwerkausführung
- Koks- und Salzschuppen
- Stallgebäude mit Wohnungen
- eine Restaurationsbude (Gaststätte)[1]

Seit 1866, als eine Bahnstrecke nach Wriezen entstand – 1876/77 nach Frankfurt (Oder) verlängert –, ist Eberswalde Bahnknotenpunkt. Zwischen 1866 und 1867 wurde das Bahnhofsgebäude erweitert. 1873 wurde ein Lokschuppen mit acht Ständen errichtet und der alte zweigleisige abgerissen. Am 7. Januar 1878 öffnete in der Nähe des Bahnhofs die Reparaturwerkstatt der Berlin – Stettiner Eisenbahn (das heutige DB-Instandhaltungswerk) ihre Pforten. 1898 entstand eine Strecke in Richtung Joachimsthal und Templin, die sich im Nachbarbahnhof Britz von der Stettiner Bahn trennte.

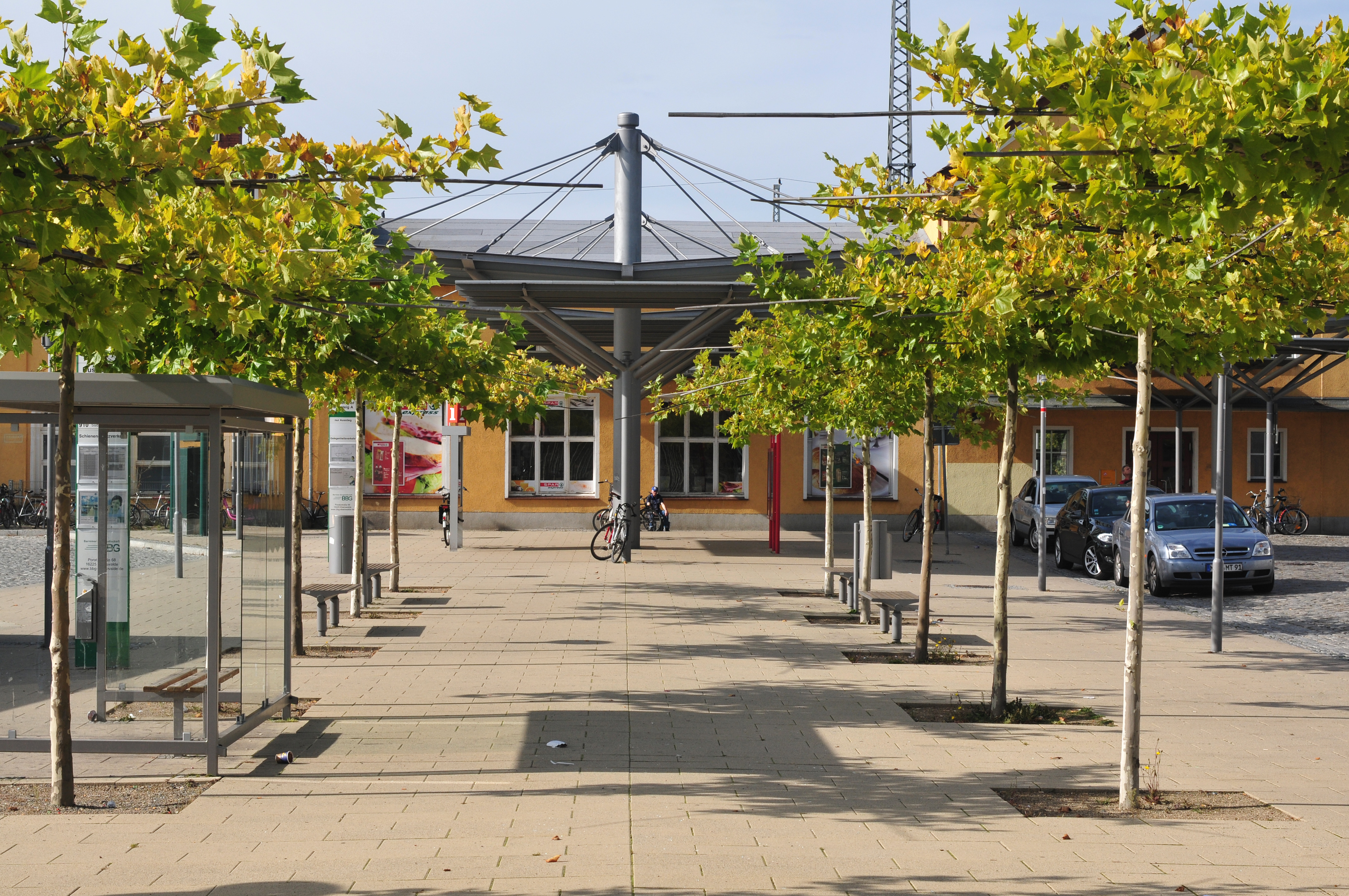
Bahnhofsvorplatz 2012

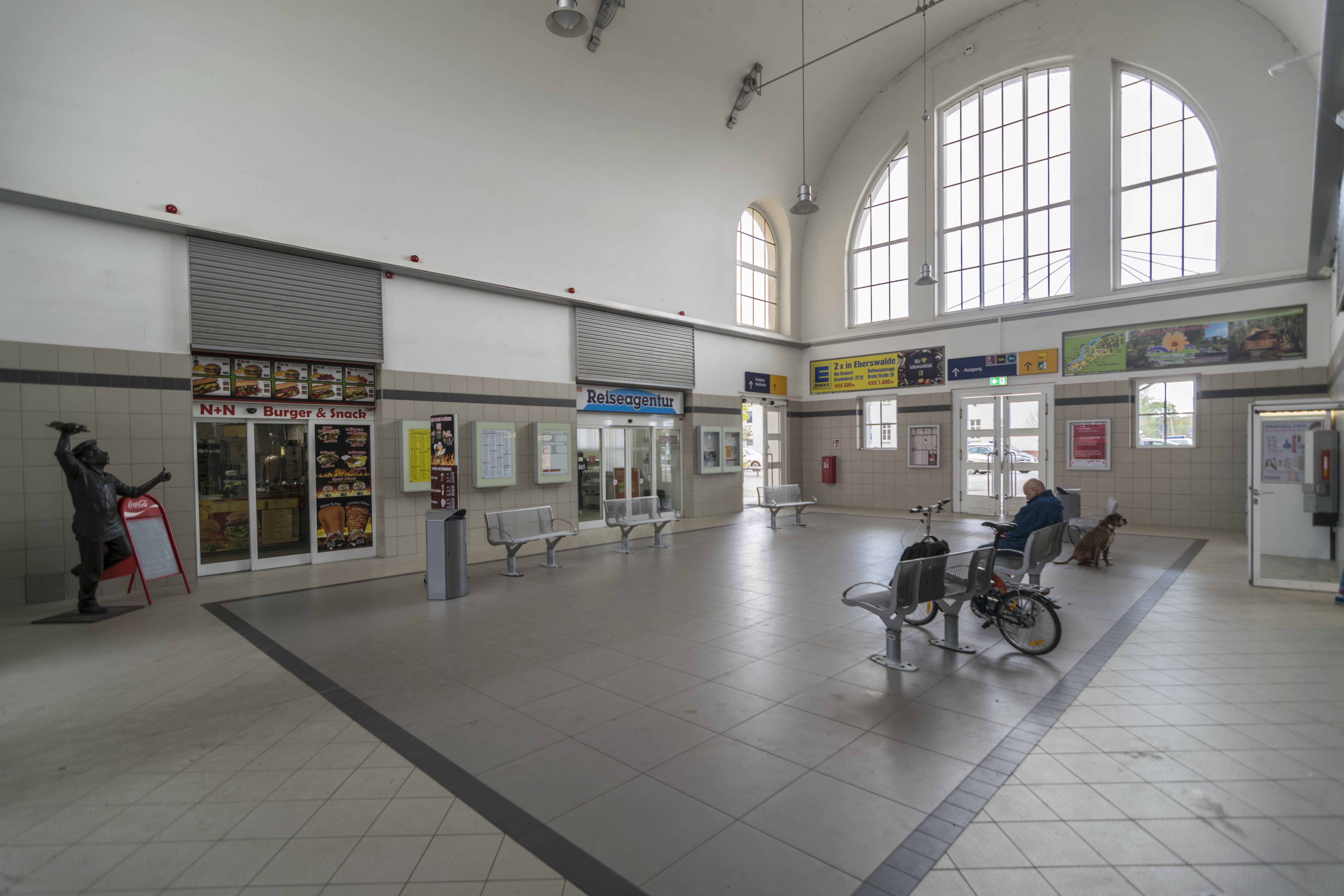
Bahnhofshalle 2017

Zwischen 1906 und 1910 wurde der Bahnhof das erste Mal umfassend umgestaltet. Er erhielt mehrere Bahnsteige, einen Fußgängertunnel, eine große Empfangshalle sowie mehrere Restaurants. In den folgenden Jahrzehnten war Eberswalde ein beliebtes Ausflugsziel für Berliner, besonders die Bahnhofsrestaurants wurden stark besucht.
Wegen des Baus des Stadtteils Westend wurde 1910 eine Bahnhofsbrücke als Ersatz einer Holzbrücke aus dem Jahr 1904 errichtet. Nachdem im Jahr 1901 für wenige Monate eine Oberleitungsbuslinie betrieben worden war, fuhr von 1910 bis 1940 eine elektrische Straßenbahn vom Marktplatz Eberswalde zum Bahnhofsvorplatz. Seit 1940 besteht in Eberswalde das älteste heute noch existierende Obussystem Deutschlands.
Bis etwa 2001 blieb Eberswalde Hauptbahnhof weitgehend in dem Zustand von 1910, Modernisierungen fanden kaum statt. Die Bahnhofsanlagen befanden sich in einem weitgehend schlechten Zustand, weshalb dann bis 2004 ein Komplettumbau vorgenommen wurde, bei dem der Tunnel nach Norden und die Bahnsteige nach Süden verschoben wurden. Die Bahnhofsbrücke Eberswalde wurde abgerissen und bis 2006 durch einen Neubau ersetzt. Treppen von den Bahnsteigen zur Bahnhofsbrücke wurden auch diesmal nicht errichtet. Vom einstigen Bahnhof ist nur das Hauptgebäude erhalten geblieben. Ein alter mechanischer Fahrtzielanzeiger („Hampelmann“), der unter Denkmalschutz steht, wurde wieder auf dem Bahnsteig aufgestellt.

## Verkehrsanbindung
| Linie                    | Linienverlauf | Linienverlauf | Linienverlauf | Takt (min)    | EVU              |
| ------------------------ | --- | --- | --- | ------------- | ---------------- |
| ICE 15                   | (Ostseebad Binz –) Stralsund – Greifswald – Prenzlau – Eberswalde – Berlin (– Halle – Erfurt – Frankfurt (Main)) | (Ostseebad Binz –) Stralsund – Greifswald – Prenzlau – Eberswalde – Berlin (– Halle – Erfurt – Frankfurt (Main)) | (Ostseebad Binz –) Stralsund – Greifswald – Prenzlau – Eberswalde – Berlin (– Halle – Erfurt – Frankfurt (Main)) | einzelne Züge | DB Fernverkehr   |
| ICE 28                   | (Ostseebad Binz –) Stralsund – Greifswald – Prenzlau – Eberswalde – Berlin (– Leipzig – Erfurt – München)        | (Ostseebad Binz –) Stralsund – Greifswald – Prenzlau – Eberswalde – Berlin (– Leipzig – Erfurt – München)        | (Ostseebad Binz –) Stralsund – Greifswald – Prenzlau – Eberswalde – Berlin (– Leipzig – Erfurt – München)        | einzelne Züge | DB Fernverkehr   |
| RE 3                     | Schwedt (Oder) –                                                                                                 | Angermünde – Eberswalde – Berlin – Ludwigsfelde – Jüterbog – Lutherstadt Wittenberg                              | 120 | 120           | DB Regio Nordost |
| RE 3                     | Stralsund – Züssow –                                                                                             | Angermünde – Eberswalde – Berlin – Ludwigsfelde – Jüterbog – Lutherstadt Wittenberg                              | 120 | 120           | DB Regio Nordost |
| RB 24                    | Eberswalde – Bernau – Berlin-Lichtenberg – Berlin Ostkreuz – Schönefeld (bei Berlin)                             | Eberswalde – Bernau – Berlin-Lichtenberg – Berlin Ostkreuz – Schönefeld (bei Berlin)                             | Eberswalde – Bernau – Berlin-Lichtenberg – Berlin Ostkreuz – Schönefeld (bei Berlin)                             | 60            | DB Regio Nordost |
| RB 60                    | Eberswalde – Bad Freienwalde – Wriezen – Werbig – Frankfurt (Oder)                                               | Eberswalde – Bad Freienwalde – Wriezen – Werbig – Frankfurt (Oder)                                               | Eberswalde – Bad Freienwalde – Wriezen – Werbig – Frankfurt (Oder)                                               | 60            | NEB              |
| RB 63                    | Eberswalde – Britz – Alt Hüttendorf – Joachimsthal Kaiserbahnhof – Joachimsthal                                  | Eberswalde – Britz – Alt Hüttendorf – Joachimsthal Kaiserbahnhof – Joachimsthal                                  | Eberswalde – Britz – Alt Hüttendorf – Joachimsthal Kaiserbahnhof – Joachimsthal                                  | 60            | NEB              |
| Stand: 15. Dezember 2024 | | | |               |                  |